# Tibellomma chazaliae
Tibellomma chazaliae är en spindelart som först beskrevs av Simon 1898.  Tibellomma chazaliae ingår i släktet Tibellomma och familjen jättekrabbspindlar.
Artens utbredningsområde är Venezuela. Inga underarter finns listade i Catalogue of Life.